# Peter Herbert (Admiral)
Sir Peter Geoffrey Marshall Herbert, KCB, OBE,  (* 28. Februar 1929; † 3. Mai 2019) war ein britischer Seeoffizier der Royal Navy, der unter anderem als Admiral zwischen 1983 und 1984 Vize-Chef des Verteidigungsstabes (Vice-Chief of the Defence Staff) war.

## Leben
Peter Geoffrey Marshall Herbert absolvierte nach dem Besuch der Dunchurch Hall eine Ausbildung zum Seeoffizier am Britannia Royal Naval College und trat nach deren Abschluss 1949 in die Royal Navy ein. In den folgenden Jahrzehnten fand er zahlreiche Verwendungen als Seeoffizier und Stabsoffizier, wie zum Beispiel 1963 als Kommandant des Atom-U-Boots Valiant, deren Stapellauf am 3. Dezember 1963 erfolgte. Er war als Kapitän zur See (Captain) im Verteidigungsministerium (Department of Defence) zwischen Juni 1969 und Juni 1970 stellvertretender Leiter der Abteilung Marineausrüstung (Deputy Director of Naval Equipment). Für seine Verdienste wurde er 1969 als Officer des Order of the British Empire (OBE) ausgezeichnet. Er fungierte von Mai 1972 bis Januar 1974 als Chef des Stabes der U-Boot-Verbände (Chief of Staff, Submarines). sowie im Anschluss zwischen April 1974 und Oktober 1975 als Kommandant des Leichten Kreuzers Blake. Daraufhin fungierte er zwischen 1976 und 1978 als stellvertretender Leiter des Entwicklungsprogramms für ein Ballistisches Raketensystem für die Marine (British Naval Ballistic Missile System), das sogenannte Polaris-Programm.
Als Konteradmiral (Rear-Admiral) fungierte Herbert von Juli 1978 bis 1979 als letzter Flaggoffizier der Verbände der Flugzeugträger und Amphibischen Angriffsschiffe (Flag Officer, Carriers and Amphibious Ships) sowie danach 1979 für kurze Zeit als erster Flaggoffizier der Dritten Flottille (Flag Officer, Third Flotilla). Danach wechselte er wieder ins Verteidigungsministerium und war dort zwischen Januar 1980 und November 1981 Leiter der Hauptabteilung Marinepersonal und Ausbildung (Director-General, Naval Manpower and Training). Als Vizeadmiral (Vice-Admiral) löste er im Dezember 1981 Vizeadmiral Robert Squires als Kommandeur der U-Boot-Verbände (Flag Officer, Submarines) ab und verblieb auf diesem Posten bis Mai 1983, woraufhin Vizeadmiral Sandy Woodward seine Nachfolge antrat. In dieser Zeit wurde er am 31. Dezember 1982 zum Knight Commander des Order of the Bath (KCB) geschlagen, so dass er fortan den Namenszusatz „Sir“ führte.
Zuletzt wurde Herbert zum Admiral befördert und löste im Juni 1983 Air Chief Marshal David Evans als Vize-Chef des Verteidigungsstabes für Personal und Logistik (Vice-Chief of the Defence Staff, Personnel and Logistics) ab und hatte diese Funktion im Verteidigungsministerium bis zu seinem Eintritt in den Ruhestand im Januar 1985 inne, woraufhin Air Chief Marshal Peter Robin Harding seine dortige Nachfolge antrat.